# Джузеппе ді Стефано
Джузеппе ді Стефано (італ. Giuseppe Di Stefano; 24 липня 1921, Мотта-Сант'Анастазія, провінція Катанія, Італія — 3 березня 2008, Санта-Марія-Ое, провінція Лекко, Італія) — італійський оперний співак (тенор). Протягом 1950—1960-х років часто виступав разом із Марією Каллас.

## Біографія
Джузеппе ді Стефано народився в селищі Мотта-Сант'Анастазія, поблизу Катанії на Сицилії в родині чоботаря й кравчині. Свою освіту здобув у єзуїтській семінарії й замолоду мав намір стати священиком.
Після відбування служби в італійській армії відбувся його дебют в опері Жуля Массне «Манон», а рік по тому він дебютував із цією ж оперою в театрі Ла Скала в Мілані. Ліричного тенора ді Стефано швидко оцінила світова публіка й далі здобув найвищого успіху й визнання в Метрополітен-опера в Нью-Йорку. Його американський дебют відбувся 1948 року в опері Джузеппе Верді «Ріголетто». У Великій Британії він дебютував 1957 року на Едінбурзькому фестивалі в ролі Неморино в опері «Любовний напій» Доніцетті, а 1961 року він уперше виступив у Королівському театрі Ковент-Гарден у ролі Маріо Каварадоссі в опері «Тоска».
Протягом усієї кар'єри глядачі захоплювались його прекрасною дикцією, унікальним тембром й оксамитовим м'яким співом. Через більш важкі вокальні партії, які не підходили його ліричному тенору, що їх Джузеппе ді Стефано став брати в 1950-ті роки, його голос став погіршуватися, через що в 1960-ті мало не закінчилась його кар'єра.
Його співпраця з Марією Каллас почалася 1952 року у спільному записі в опері «Тоска». У дальші роки вони часто виступали разом, а також брали участь у записах опер «Лючія ді Ламмермур», «Пурітане», «Паяци», «Ріголетто», «Травіата», «Трубадур», «Богема», «Бал-маскарад» і «Манон Леско». 1973 року ді Стефано супроводжував Каллас під час її прощального турне, яке несподівано перервалось рік по тому через проблеми з голосом в обох виконавців.
За роки своєї кар'єри ді Стефано був удостоєний «Золотого Орфея», престижної італійської музичної премії. Востаннє як оперний співак він виступив 1992 року в опері Джакомо Пуччіні «Турандот», де виконав партію старого імператора.
У листопаді 2004 року ді Стефано з дружиною збиралися покинути свою віллу на курорті Діане Біч, неподалік від Момбаси в Кенії, коли на них напали невідомі й жорстоко побили співака. Ді Стефано протягом кількох тижнів не приходив до пам'яті. Йому було зроблено дві операції. У грудні 2007 року доставили до однієї з клінік Мілана, де він упав у кому, з якої так і не вийшов. Його перевезли до власного будинку в містечку Санта-Марія-Ое, поблизу Мілана, де 3 березня 2008 року він помер у віці 86 років.